# Amastus ochraceator
Amastus ochraceator är en fjärilsart som beskrevs av Walker 1865. Amastus ochraceator ingår i släktet Amastus och familjen björnspinnare. Inga underarter finns listade i Catalogue of Life.